# Feniramina

Fórmula estrutural sem estereoquímica

Feniramina (DCI, nome comercial Avil, entre outros) é um anti-histamínico com propriedades anticolinérgicas usadas para tratar condições alérgicas tais como febre do feno ou urticária. Tem efeitos sedativos relativamente fortes e pode, por vezes, ser utilizada fora do rótulo como um comprimido para dormir sem necessidade de receita de maneira semelhante a outros sedativos anti-histamínicos, tais como a difenidramina. Feniramina também é vulgarmente encontrado em colírios utilizados para o tratamento da conjuntivite alérgica.

## Stereoisomerism
A feniremia contém um estereocenter e consiste em dois enantiómeros. Este é um racemato, ou seja, uma mistura 1: 1 de ( R ) - e a ( S ) - forma:
| Enantiómeros de feniramina | Enantiómeros de feniramina |
| -------------------------- | -------------------------- |
| CAS-Nummer: 56141-72-1     | CAS-Nummer: 23201-92-5     |